# Signy-l’Abbaye
Signy-l’Abbaye – miejscowość i gmina we Francji, w regionie Grand Est, w departamencie Ardeny.
Według danych na rok 1990 gminę zamieszkiwały 1422 osoby, a gęstość zaludnienia wynosiła 23 osoby/km².

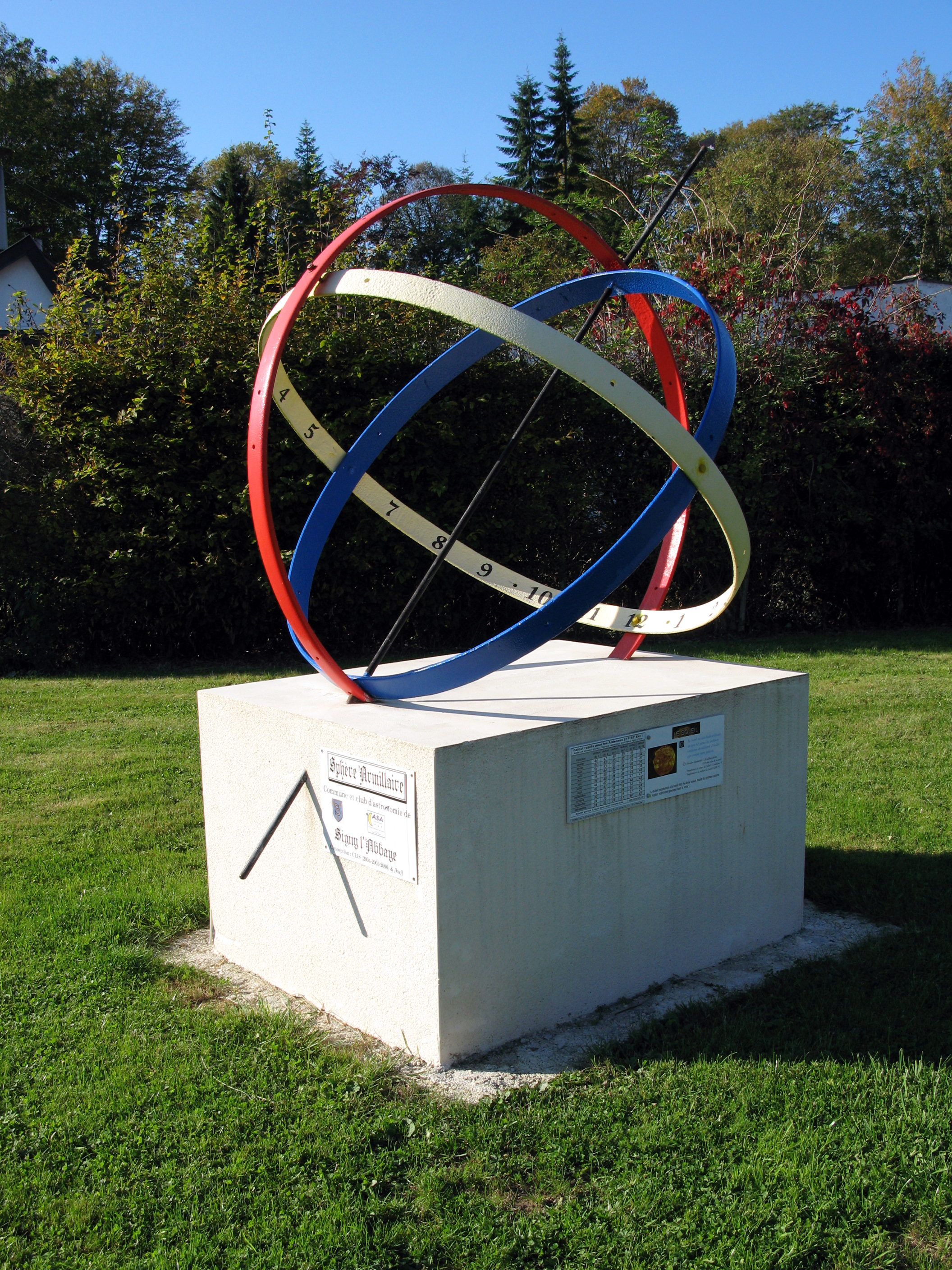
Zegar słoneczny w Signy-l’Abbaye, 2007